# Ennsradweg

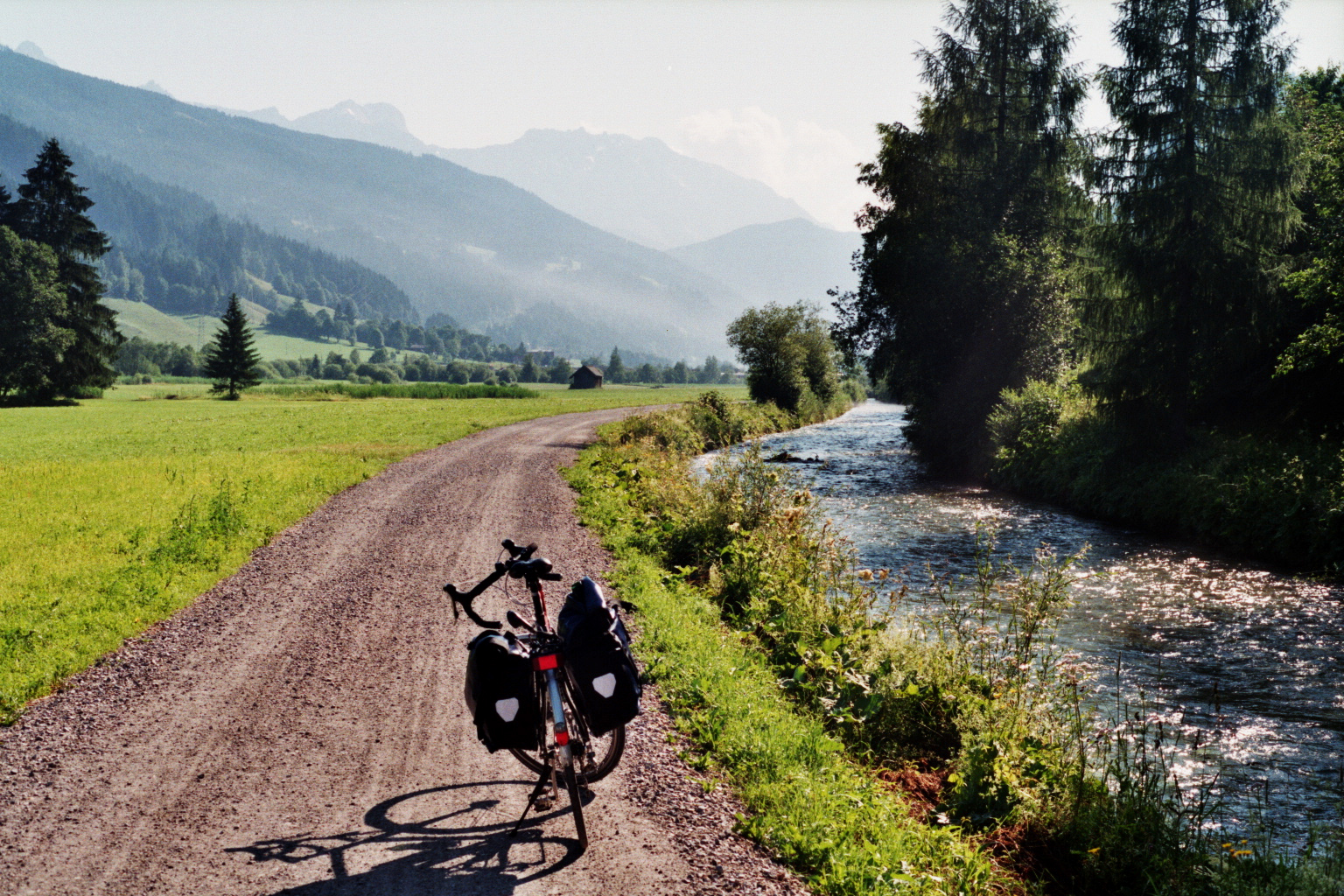
Ennsradweg bei Radstadt

Der Ennsradweg (R7) startet in Flachauwinkl (Salzburg) und verläuft durch die Urlaubsregion Schladming-Dachstein und den Nationalpark Gesäuse (Steiermark) bis Enns (Oberösterreich) auf einer Strecke, je nach Routenwahl, von 240 bis 280 km. Die klassische Route über Hieflau und St. Gallen sowie Großraming ist 263 km lang.

## Streckenverlauf
Der Ennsradweg verläuft zumeist auf Radwegen und kaum befahrenen Seitenstraßen der Enns entlang. Nur in den beiden Nationalparks Gesäuse und Kalkalpen wird die Radroute auf der Straße geführt. Familien mit Kindern sollten diese Abschnitte meiden. Dafür werden vor Ort Radshuttle-Dienste angeboten.
Salzburg

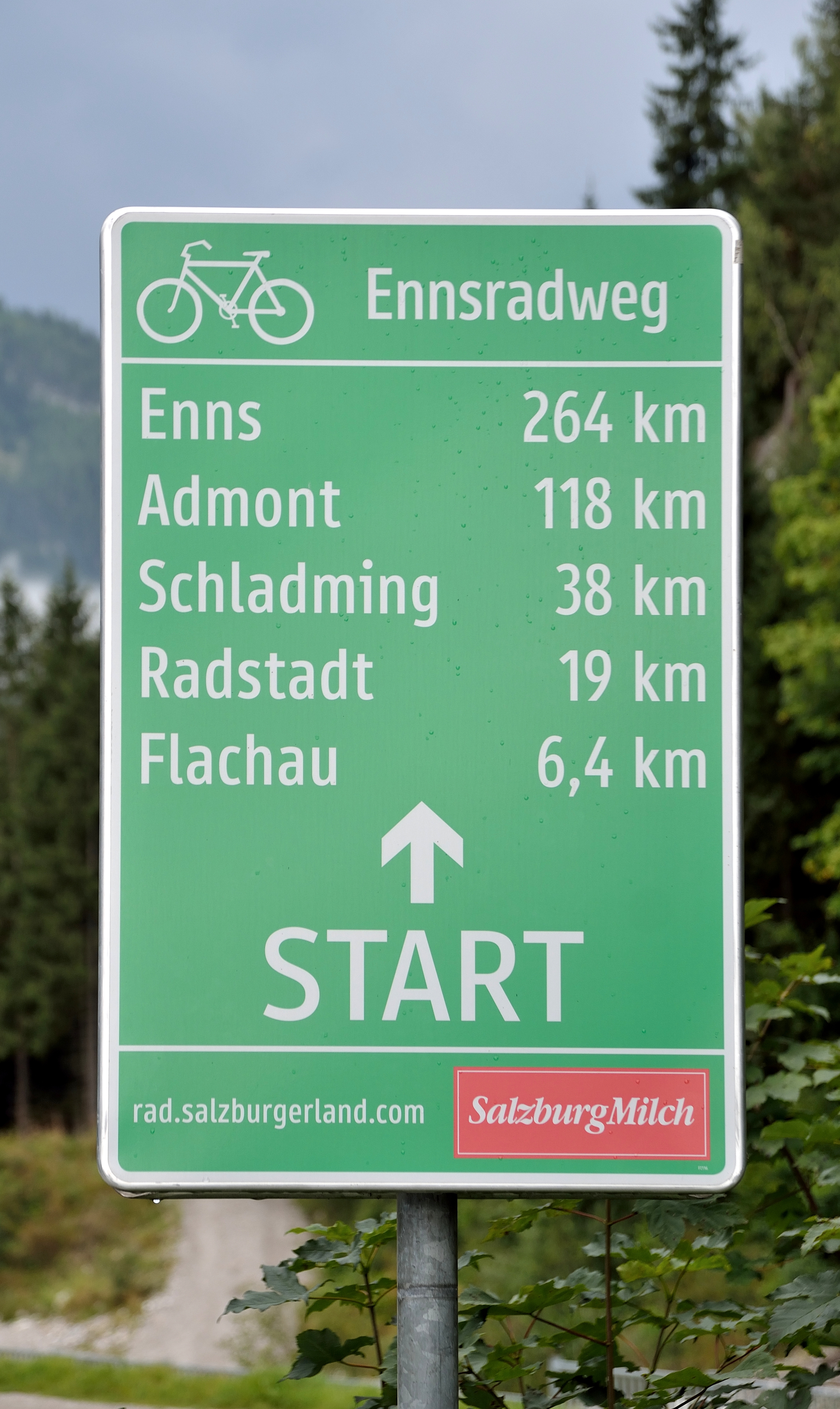
Schild am Start des Ennsradwegs

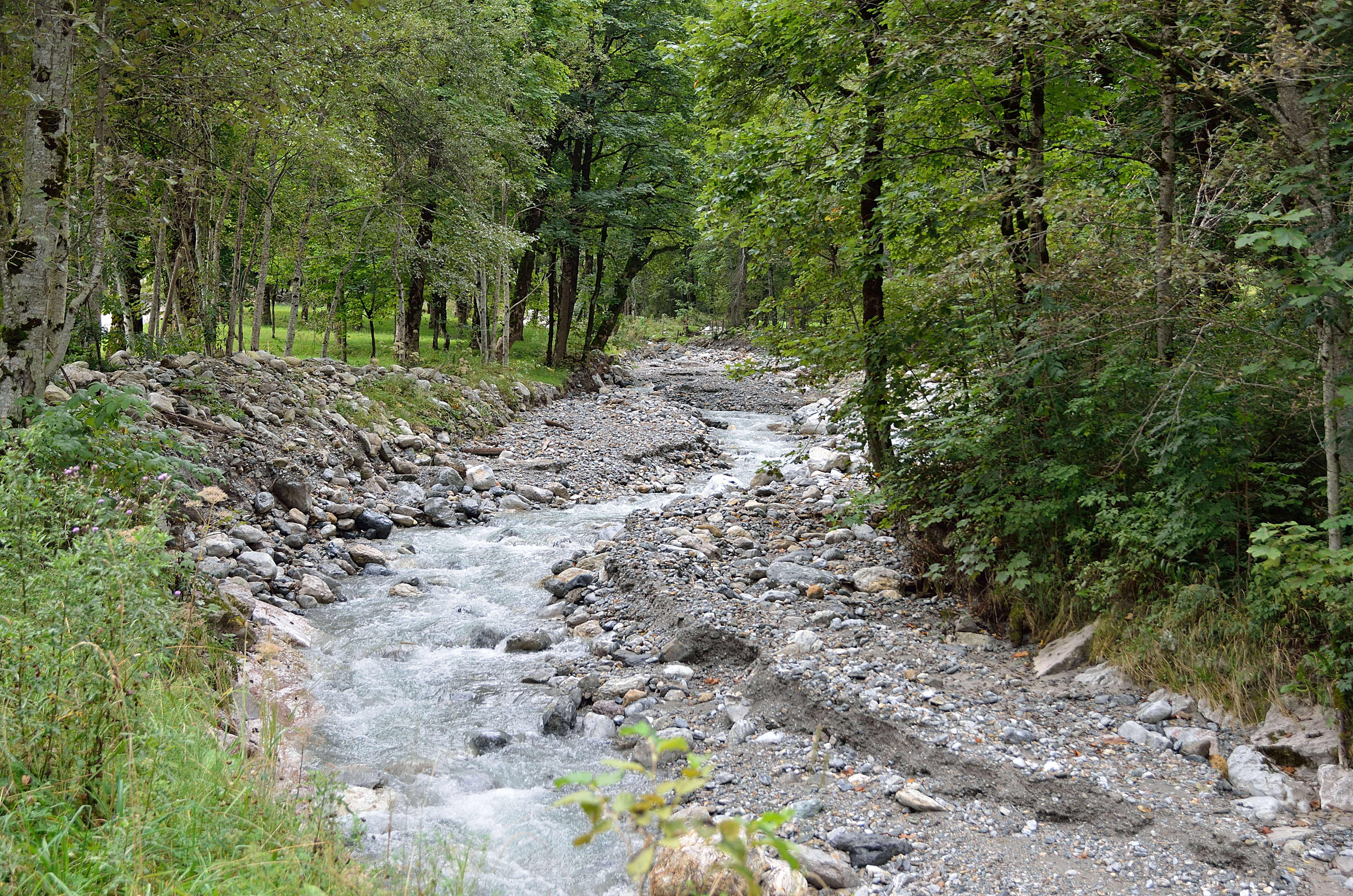
Start des Ennsradwegs am Zusammenfluss der Enns (im Bild) mit dem (größeren) Pleißlingbach

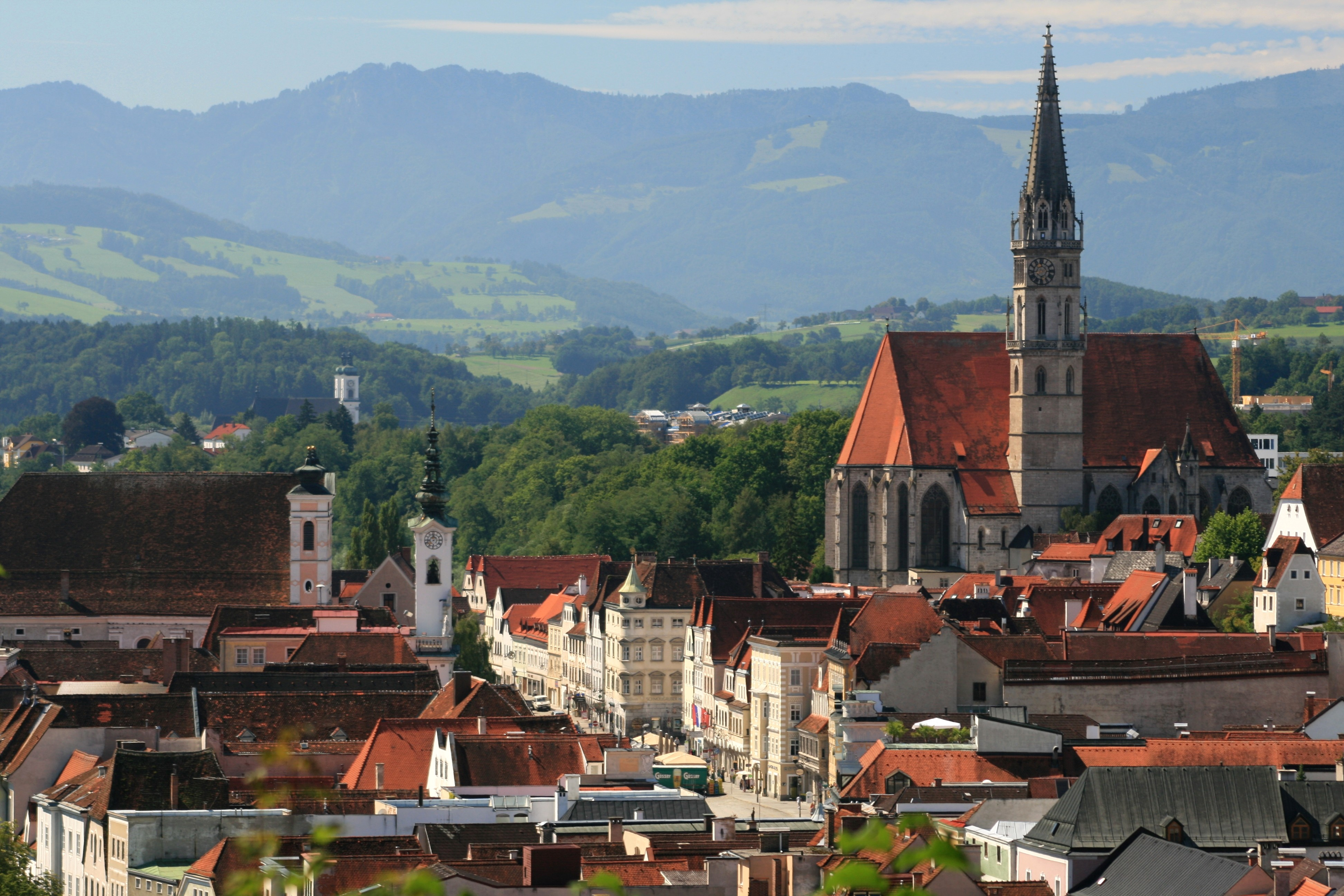
Blick über Steyr

In der Nähe der Ennsquelle bei der Talstation der Gondelbahn Highliner 1 in Flachauwinkl beginnt der Ennsradweg und führt über Radstadt bis Mandling an der Landesgrenze zwischen Salzburg und der Steiermark. Am Ende des Parkplatzes befindet sich der Startpunkt, der mit einer Ennsradweg-Übersichtstafel gekennzeichnet ist.
Steiermark
Von Mandling geht die Strecke über Schladming und Haus im Ennstal bis Pruggern, wo man über Stein an der Enns den Norden des Naturparks Sölktäler durchquert, bevor man nach Öblarn gelangt. Am Fuße des Grimmings, am Schloss Trautenfels vorbei, geht es über Irdning und Liezen nach Admont, wo sich ein Abstecher zum Stift Admont mit der größten Stiftsbibliothek der Welt empfiehlt. Weiter führt die Strecke durch den Nationalpark Gesäuse über Hieflau und Landl nach Altenmarkt. Zwischen Weng im Gesäuse und Altenmarkt kann man auch die kürzere, aber sehr anspruchsvolle, Variante über den Buchauer Sattel wählen.
Oberösterreich
Weiter führt der Streckenverlauf über Weyer und Ternberg nach Steyr mit der Wallfahrtskirche Christkindl, um dann schließlich nach Enns zu gelangen, wo der Radweg an den Donauradweg anschließt und die Enns in die Donau mündet. Zwischen Altenmarkt und Reichraming bietet sich von Mitte April bis Ende Oktober auch der Radweg durch das Reichraminger Hintergebirge als Alternative an. Dieser Weg führt teilweise auf der Trasse der ehemaligen Waldbahn Reichraming.

## Bahnanbindungen
Entlang des Ennsradweges verläuft ab Radstadt bis Selzthal die Bahnlinie der ÖBB zwischen Graz und Salzburg. Eine beliebte Variante ist auch ab Steyr den Steyrtalradweg bis Klaus an der Pyhrnbahn zu fahren, um mit der Pyhrnbahn nach Selzthal zu gelangen.